# Peter Zazoff
Peter Zazoff (* 4. April 1922 in Sofia; † 1. August 2011 in Hamburg) war ein deutscher Klassischer Archäologe bulgarischer Herkunft.

## Leben
Nach dem Abitur am Humanistischen Gymnasium 1941 nahm Zazoff 1944 ein Studium der Klassischen Archäologie, Gräzistik und Alten Geschichte auf. Er studierte an den Universitäten Freiburg und Erlangen, wo er 1949 bei Georg Lippold mit Amazonenstudien zum Dr. phil. promoviert wurde. Nach einem Lehrerstudium am Pädagogischen Institut Hamburg (1952/53) arbeitete er als Lehrer an der dortigen Senator-Krause-Schule. 1963 wurde er als Assistent am Archäologischen Institut der Universität Hamburg angestellt. Nach seiner Habilitation zum Thema Etruskische Skarabäen 1966 arbeitete er als Universitätsdozent in Hamburg. 1971 wurde er zum Universitätsprofessor für Archäologie und Kulturgeschichte des antiken Mittelmeerraumes ernannt, 1987 pensioniert.

## Forschung
Zazoffs Lebenswerk ist die systematische Erforschung der antiken Gemmen. Von 1970 bis 1975 gab er im Auftrag des Deutschen Archäologischen Instituts die Katalogreihe Antike Gemmen in deutschen Sammlungen heraus. Zusätzlich veröffentlichte er 1983 das Handbuch Die antiken Gemmen (in der Reihe Handbuch der Archäologie) und (gemeinsam mit seiner Frau, der Ärztin Hilde Zazoff) die wissenschaftsgeschichtliche Monografie Gemmensammler und Gemmenforscher (München 1983).
Auch als Vermittler zwischen Ost und West trat Zazoff ein. Seit 1984 leitete er das wissenschaftliche Austauschprogramm zwischen den Universitäten Sofia und Hamburg. Gemeinsam mit Lambert Schneider unternahm er 1986 und 1988 im Rahmen eines DFG-Projekts zur thrakischen und skythischen Bildsprache Forschungsreisen in die damalige Sowjetunion, nach Bulgarien und Rumänien. Weitere Reisen nach Griechenland und Bulgarien unternahm er 1999 mit Lambert Schneider und Alexander Busenbender.
Zazoff blieb lange nach seiner Pensionierung 1987 in der Forschung aktiv. Von 1989 bis 2001 katalogisierte und edierte er im Auftrag des Britischen Museums in London die Gemmen des Departments of Medieval and Later Antiquities, die weltgrößte Sammlung magischer Gemmen, die dann 2001 von seiner Schülerin Simone Michel publiziert wurde. Von 2001 bis 2003 betreute er gemeinsam mit Simone Michel die Ausstellung „Bunte Steine – Dunkle Bilder. Magische Gemmen“, die in zehn Städten Deutschlands zu sehen war.
Seit 2008 beschäftigte sich Zazoff mit den Gemmen im Tesoro del Delfín im Museo del Prado zu Madrid, zu denen er 2009 ein vom Deutschen Archäologischen Institut und vom Museo del Prado gefördertes Forschungsprojekt begründete.
Seit 1965 war er korrespondierendes Mitglied des Deutschen Archäologischen Instituts.

## Veröffentlichungen (Auswahl)
- Etruskische Skarabäen. 1968.
- Antike Gemmen in der deutschen Sammlung III. 1970.
- Antike Gemmen in der deutschen Sammlung IV. 1975.
- Handbuch der Archäologie: Die antiken Gemmen. 1983.
- Gemmensammler und Gemmenforscher. Von einer noblen Passion zur Wissenschaft. 1983.